# Jacek Sasin
Jacek Robert Sasin, né le 6 novembre 1969 à Varsovie, est un homme politique polonais, membre du parti Droit et justice et un ancien fonctionnaire de gouvernement local. 

## Biographie
En 2007, il est voïvode de la voïvodie de Mazovie. Il est chef adjoint de la Chancellerie du Président puis secrétaire d'État à la Chancellerie du Premier ministre. Depuis juin 2019, Sasin est le vice-premier ministre et en novembre 2019 le ministre des Actifs de l'État. À la Diète de Pologne (Sejm), il est président du Comité des finances publiques. Sasin est diplômé en histoire de l'université de Varsovie. Il fait une thèse sous la direction d'Andrzej Garlicki et étudie ensuite à l'université Kozminski. 